# 社會保障基金
社會保障基金是政府用以提供社會保障的基金，可以指：

## 亞洲

### 中华人民共和国
- 全国社会保障基金
- 遼寧省社會保障基金
- 上海市社會保障基金

### 香港
- 強制性公積金

### 澳門
- 社會保障基金

### 日本
- 年金積立金管理運用獨立行政法人（日语：年金積立金管理運用独立行政法人）

## 美洲

### 美國
- 社會保障信托基金（英语：Social Security Trust Fund）
- Civil Service Retirement System

## 歐洲

### 意大利
- Cassa nazionale di previdenza e assistenza forense